# Vestal
Vestal est une localité située dans le comté de Broome, dans l’État de New York. Lors du recensement de 2010, sa population s’élevait à 28 043 habitants. Sa superficie totale est de 136,4 km2.

## Éducation
L'université d'État de New York à Binghamton dispose d'un campus dans la localité.

## Source
- (en) Cet article est partiellement ou en totalité issu de l’article de Wikipédia en anglais intitulé « Vestal, New York » (voir la liste des auteurs).